# Rallye Arctic Finnland
Die Rallye Arctic Finnland ist eine Rallye-Veranstaltung in Lappland (Finnland).

## Geschichte
Da die Rallye Schweden wegen Covid-19 abgesagt werden musste im Jahr 2021, sprang die Rally Arctic Finnland als Ersatz ein. Mit der Rallye Arctic Finnland gab es, nach der Rallye Monte Carlo, einen zweiten Weltmeisterschaftslauf auf Eis und Schnee. Der Service-Park wurde in Lappland bei Rovaniemi angelegt. Die Rallye Arctic Finnland bekam zum ersten Mal den Status eines Weltmeisterschaftslaufes, die Rallye gibt es aber bereits seit 1966 als nationalen Rallyelauf. Für die Fahrer, Teams und TV-Zuschauer wurden 10 Wertungsprüfungen (WP) ausgearbeitet, die insgesamt über 251 Kilometer führten. Pandemiebedingt durften keine Zuschauer vor Ort sein, die Teams durften nur unter strengen Auflagen nach Finnland reisen. Die traditionelle Rallye Finnland wird weiterhin im Sommer stattfinden in der Region von Jyväskylä. Ob es weitere Auflagen gibt der Rallye Arctic Finnland im Rahmen der Rallye-Weltmeisterschaft ist nicht bekannt.

## Gesamtsieger WRC
| Jahr | Rallye                 | Fahrer    | Co-Pilot        | Auto                  |
| ---- | ---------------------- | --------- | --------------- | --------------------- |
| 2021 | Rallye Arctic Finnland | Ott Tänak | Martin Järveoja | Hyundai i20 Coupe WRC |